# Plecturocebus vieirai
Plecturocebus vieirai és una espècie de primat de la família dels pitècids. Tan sols se n'han trobat exemplars a tres zones no adjacents del nord de Mato Grosso i Pará (Brasil). El seu hàbitat natural són les selves pluvials perennifòlies amb lianes i arbres d'alçària mitjana a gran.
L'espècie fou anomenada en honor del mastòleg brasiler Carlos Octaviano da Cunha Vieira, conservador de la col·lecció de mamífers del Museu de Zoologia de la Universitat de São Paulo des del 1941 fins al 1958.